# Inch Kenneth
Inch Kenneth (gaélico escocés: Innis Choinnich) es una isla deshabitada al oeste de la costa de la isla de Mull, en Escocia. La isla recibe su nombre de San Kenneth, que fundó un monasterio en la isla, cuyas ruinas todavía están allí.
La isla perteneció a la familia Mitford. La simpatizande nazi Unity Mitford pasó sus últimos años en la isla de Inch Kenneth.
- Datos: Q868480
- Multimedia: Inch Kenneth / Q868480